# Drypetes pellegrinii
Drypetes pellegrinii là một loài thực vật có hoa trong họ Putranjivaceae. Loài này được Leandri mô tả khoa học đầu tiên năm 1934.